# Lawrence Weiner
Lawrence Weiner, född 10 februari 1942 på Manhattan i New York, död 2 december 2021 på Manhattan i New York, var en amerikansk konstnär inom konceptkonsten. Hans konst innehåller ofta typografiska element. Han sysslade en tid med process art.

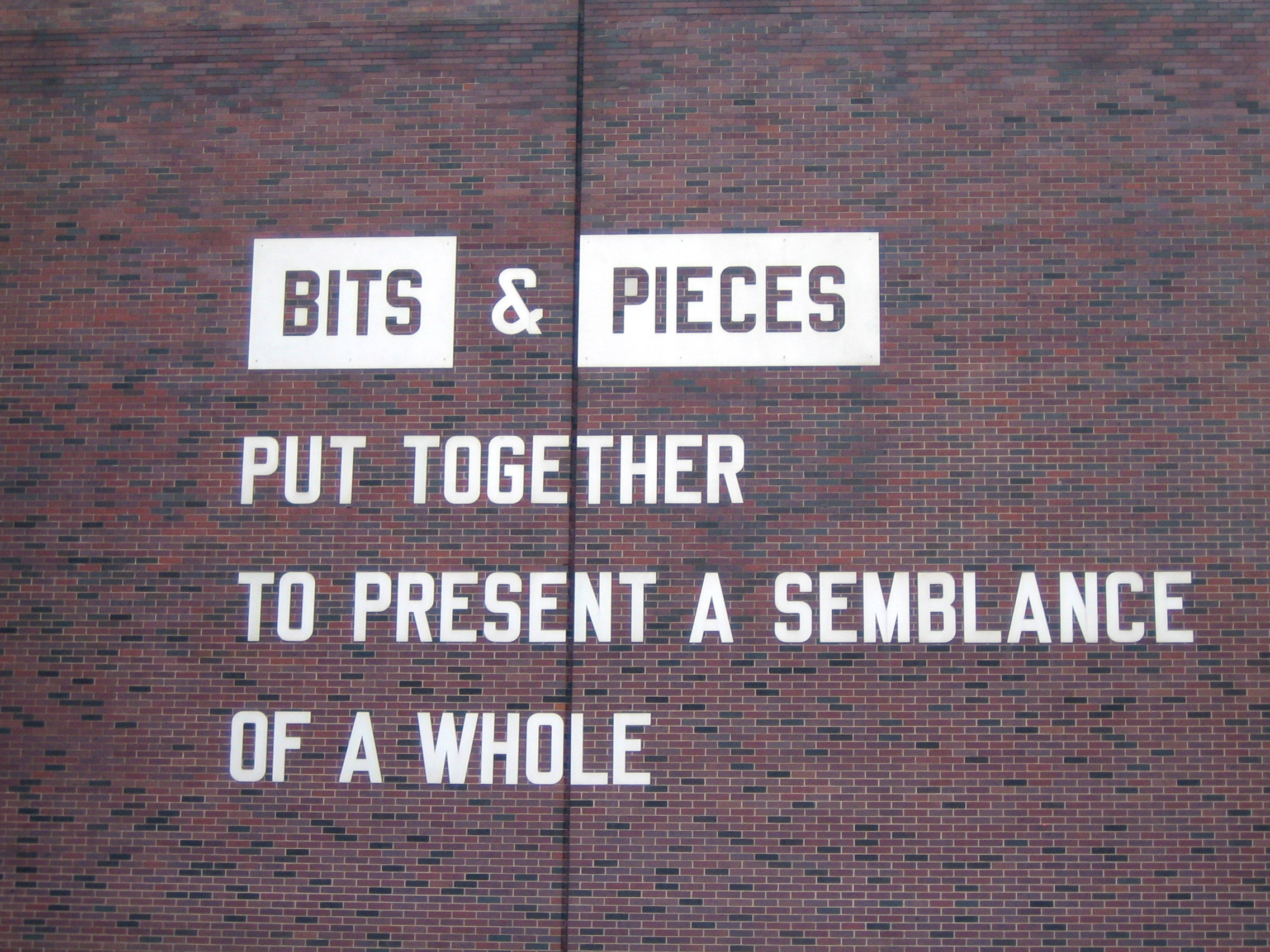
Fotografi av Weiners verk Bits & Pieces Put Together to Present a Semblance of a Whole.
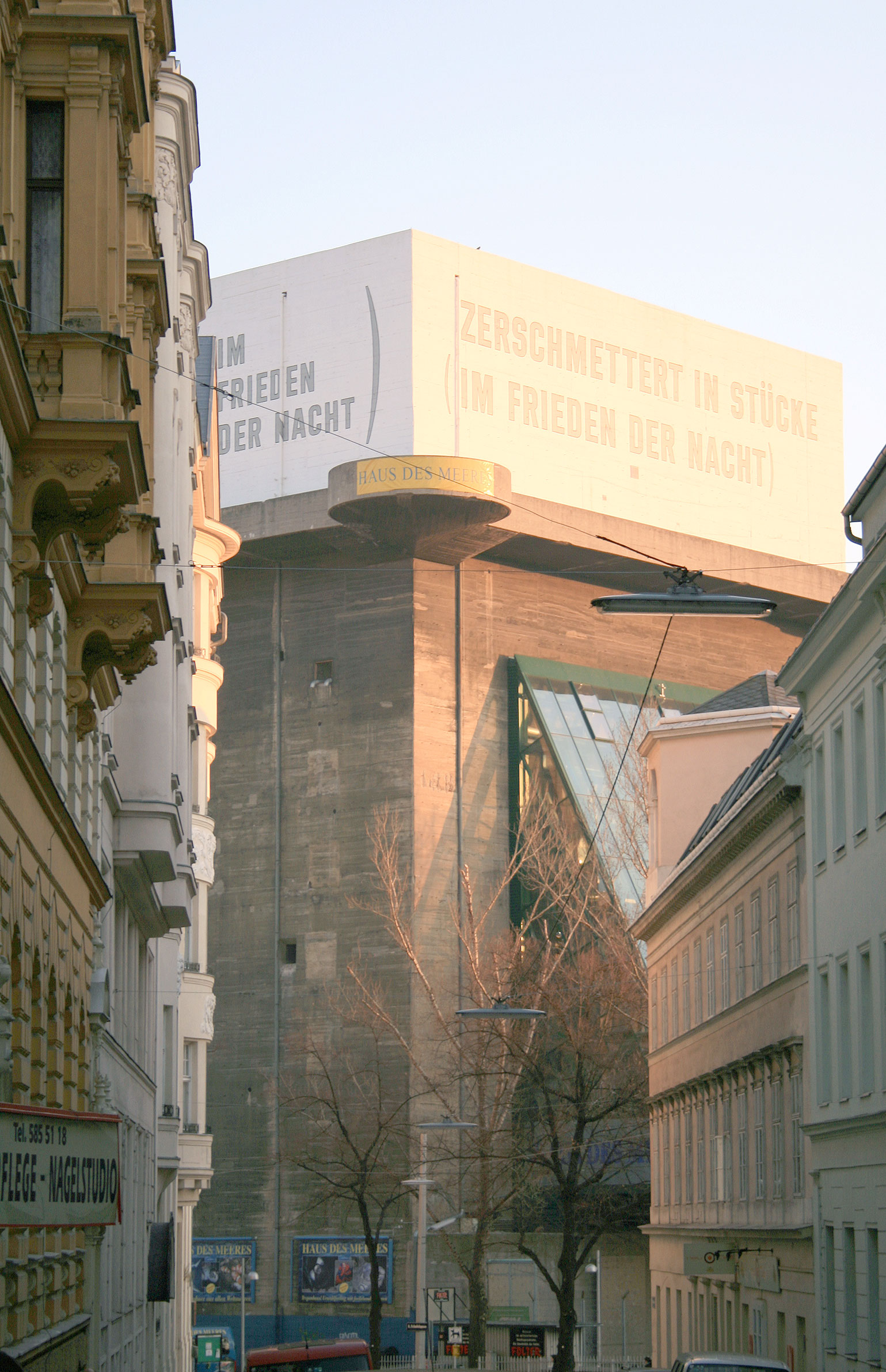
Det omgestaltade Flakturm i  Esterházypark i Wien, 1991.